# 선정적인 감
"선정적인 감"(Red Ripe Persimmons)은 한국에서 제작된 이현진 감독의 2002년 드라마 영화이다. 김예선 등이 주연으로 출연하였고 이규만 등이 제작에 참여하였다.

## 출연

### 주연
- 김예선
- 정동화
- 김정영
- 양지웅

## 기타
- 원작자: 최성규
- 녹음: 김경록